# Curry japonés
El curry japonés (カレー karē?) es un tipo de curry de uso habitual en la gastronomía de Japón. Suele servirse junto con arroz y tonkatsu u otros acompañamientos —arroz al curry (カレーライス karē raisu?)—, pero también existen platos basados en curry que no utilizan arroz —como karē udon (fideos gruesos) o karē-pan (pan de curry)—, si bien no son tan populares como el curry con arroz. La salsa de curry en sí es menos especiada que su equivalente india. Hay variedades que van de un sabor más suave y dulzón hasta otras muy picantes.
Para elaborar el curry japonés se emplea una amplia variedad de verduras y carnes. Las verduras básicas son la cebolla, la zanahoria y la patata. Respecto a la carne, las más populares son la de ternera, cerdo, pollo y a veces pato. El katsu-karē es un tonkatsu (cerdo empanado frito troceado) con salsa de curry.
El curry fue introducido en Japón por los ingleses durante la era Meiji (1869–1913), época en la que la India estaba bajo administración británica. El plato se hizo popular y pasó a estar disponible en supermercados y restaurantes a finales de los años 1960. Ha sido adaptado desde su introducción, y su consumo es tan generalizado que puede considerarse un plato nacional.

## Visión general
Como el arroz con curry fue introducido a Japón a través de la cocina británica, originalmente se consideró un plato occidental. Este curry de estilo occidental coexiste actualmente con el curry de estilo indio, que se ha hecho popular desde el incremento de restaurantes indios en los años 1990. También está disponible un tercer estilo que combina ambos, el ‘curry original’ (オリジナルカレー orijinaru karē?). El curry de estilo occidental tiene influencias de los estofados mezclados con curry en polvo, que eran populares en la Marina Real Británica. La Armada Imperial Japonesa adoptó el curry de la británica, y actualmente el menú de los viernes de la Fuerza Marítima de Autodefensa de Japón es el arroz con curry.
En la región de Kansai el curry de ternera es el más común, mientras en la región de Kantō es más popular el de cerdo. Esto contrasta con los curries del sur de Asia, donde debido a la influencia del Hinduismo y el islam son más comunes los de verdura, pollo y cordero.

## Mezcla de salsa

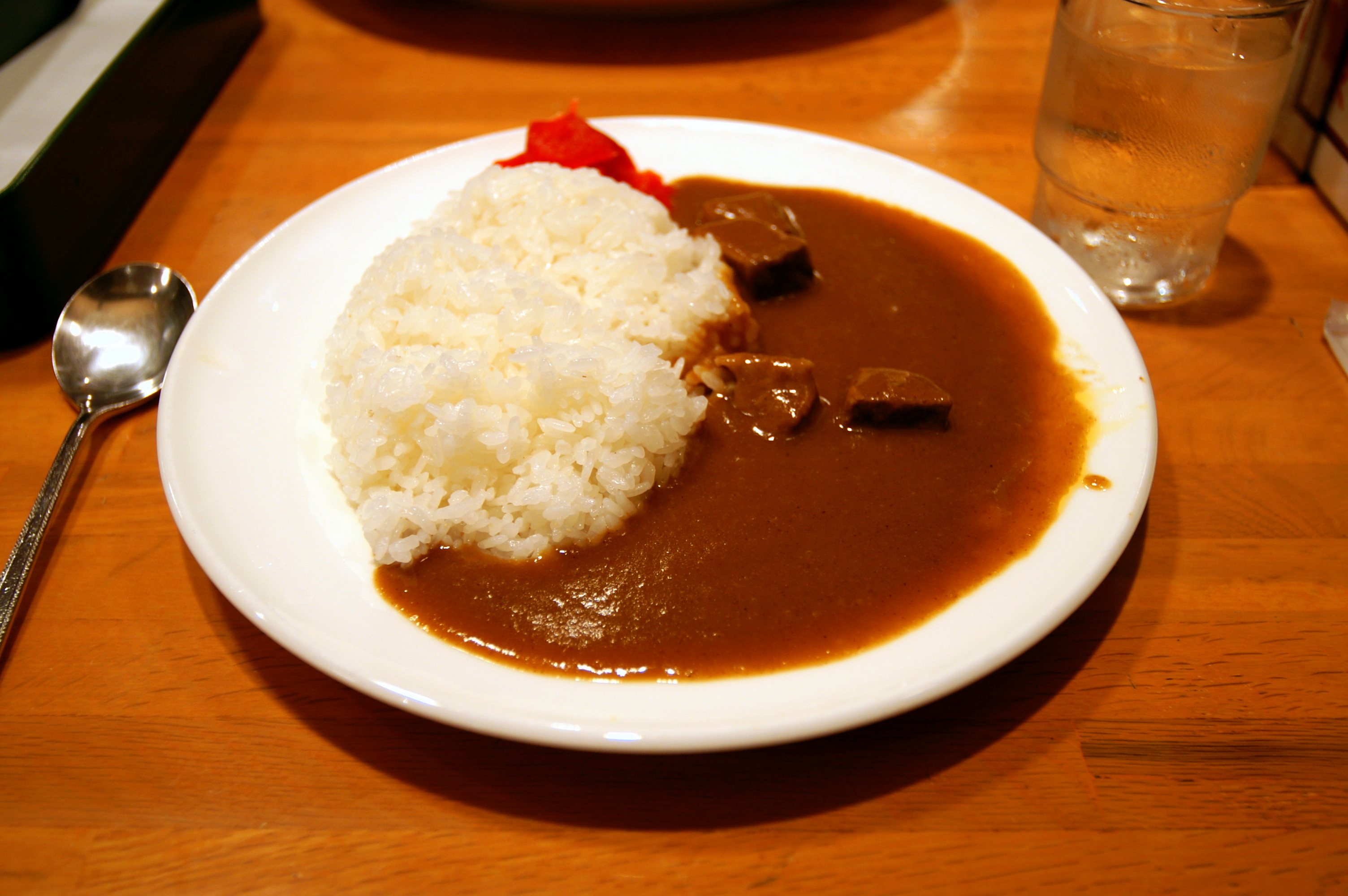
Arroz al curry japonés.

La salsa de curry (カレーソース karē sōsu?) se sirve sobre el arroz cocinado para hacer el curry de arroz. La salsa se elabora friendo juntos curry en polvo, harina y aceite, junto a otros ingredientes, para obtener un roux (カレールー?) que se añade a la carne y las verduras estofadas, y entonces se cuece a fuego lento hasta que espesa. La adición de patatas a la salsa fue introducida por William S. Clark de la Facultad Agrícola de Sapporo, debido a la escasez de arroz de la época.
En los hogares japoneses, lo más común es elaborar la salsa de curry a partir de roux de curry instantáneo, que se vende en bloques o en polvo, y contiene curry en polvo, harina, aceite y diversos condimentos. La facilidad de preparación y la amplia variedad y disponibilidad de las mezclas de curry instantánea han hecho muy populares al curry de arroz, ya que es muy fácil de elaborar en comparación con otros muchos platos japoneses. El roux de curry instantáneo fue comercializado por primera vez en polvo por House Foods en 1926, y en bloques por S&B Foods en 1956. También se comercializa curry precocinado en bolsas selladas al vacío que pueden recalentarse en agua hirviendo.

## Preparación
El arroz al curry japonés se prepara con arroz, salsa de curry, verduras y carne. Primero se saltean las verduras troceadas y la carne en aceite, margarina o mantequilla. Cuando la carne está dorada y la verdura transparente, se añade agua y se cuece a fuego lento unos 20 minutos, o más si se desea que la carne se ablande (puede usarse una olla a presión). Por último se añade la mezcla de curry, agitando unos 5 minutos para disolverla, y se sirve.

## Otras variantes
- Katsu karē (カツカレー): curry de arroz servido con un filete de cerdo empanado encima.
- Dorai karē (ドライカレー): arroz frito condimentado con curry, o arroz al curry con una salsa de carne picada al curry más seca.
- Maze karē (混ぜカレー): curry se arroz, servido con la salsa y el arroz servidos ya mezclados. Popularizado por los restaurantes de curry 自由軒 (Jiyūken?) de Osaka.
- Karē don (カレー丼): salsa de curry, espesada y condimentada con mentsuyu o hondashi y servido sobre un cuenco de arroz, para dar al curry un sabor japonés.
- Aigake (合がけ): arroz servido con salsa de curry y salsa hayashi (ternera frita y cebolla, cocidas con vino tinto y demi glace).
- Yaki karē (焼きカレー): curry de arroz cubierto con un huevo crudo y horneado. Originalmente de Kitakyushu.
- Ishiyaki karē (石焼きカレー): salsa de curry con arroz servido en un cuenco de piedra caliente, de forma parecida al dolsot bibimbap.
- Sūpu karē (スープカレー) o sopa de curry: una salsa de curry acuosa, parecida a un caldo, servida con ingredientes en trozos como muslo de pollo y verdura cortada gruesa. Popular en Hokkaidō.

## Especialidades locales
A finales de la década de 1990 surgieron diversas especialidades regionales de curry, popularizadas como salsas de curry envasadas al vacío. Entre ellas se incluyen:
- Curry de ciervo sica (えぞ鹿カレー ezoshika karē?) de Hokkaidō.
- Curry de vieira (ほたてカレー hotate karē?) de Aomori.
- Curry de verdel (サバカレー saba karē?) de Chiba.
- Curry de manzana (リンゴカレー ringo karē?) de Nagano.
- Curry de pollo cochinchina de Nagoya (名古屋コーチンチキンカレー Nagoya kōchin chikin karē?) de Aichi.
- Curry de ternera de Matsusaka (松阪牛カレー Matsusaka gyū karē?) de Mie.
- Curry de ostra (牡蠣カレー kaki karē?) de Hiroshima.
- Curry de pera nashi (梨カレー nashi karē?) de Shimane.
- Curry de melón amargo (ゴーヤーカレー gōyā karē?) de Okinawa.

El número de variedades sigue creciendo, a partir de ingredientes típicos de regiones determinadas.
Los curries locales también se están comercializando pensando en el turismo. Algunas de estas variedades son el curry de la marina de Yokusuka (よこすか海軍カレー Yokosuka kaigun karē?), vendido en Yokusuka para promocionar su tradición como base naval; o el curry zepelín (ツェッペリンカレー Tsepperin Karē?), para conmemorar el aterrizaje del Graf Zeppelin en Tsuchiura en 1929.

## Presentación

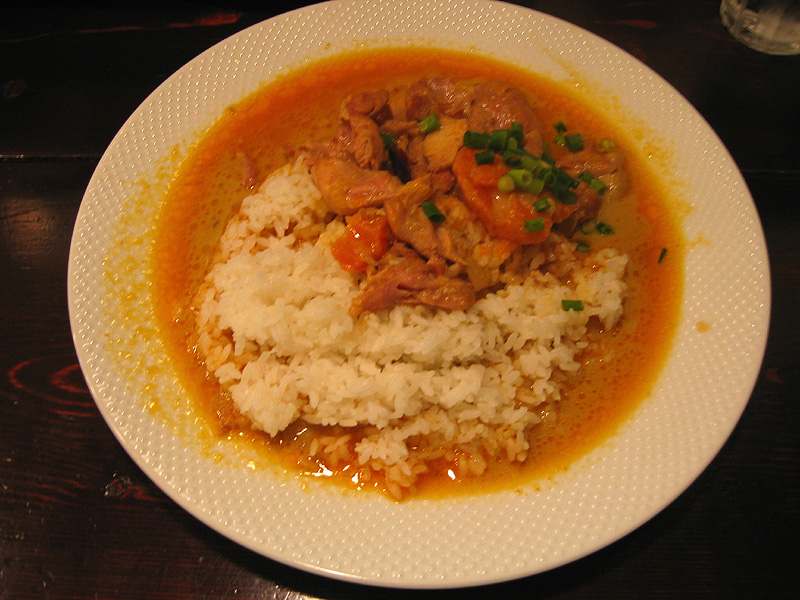
Curry japonés.

El arroz al curry japonés se sirve de muchas formas, desde en plato plano hasta en cuenco de sopa. El curry se vierte sobre alguna cantidad de arroz en el centro del plato. Se prefiere el arroz japonés de grano corto, que es pegajoso y redondo, más que el grano medio usado en las variedades indias y chinas. Suele comerse con cuchara en lugar de palillos, debido a la naturaleza líquida del curry, y habitualmente se guarnece con verduras encurtidas en vinagre, como fukujinzuke o rakkyō. También pueden usarse bok choi, pasas, encurtidos o frutos secos.
Aunque se encuentra en diversos tipos de restaurantes, al ser una comida de fácil y rápida preparación goza de gran popularidad, existen restaurantes de comida rápida especializados en servir arroces con curry.

## Fuera de Japón
Las mezclas para preparar curries japoneses pueden encontrarse fuera de Japón en supermercados con secciones de comida especializada o en supermercados asiáticos.
La compañía de curry japonés más grande de Japón es House Foods Corporation, que tiene más de 10 Curry House Restaurants en los Estados Unidos. Su filial CoCo Ichibanya (CoCo壱番屋) o Kokoichi tiene más de 1200 restaurantes en Japón. CoCo Ichibanya tiene sucursales en Hawái, China, Taiwán, Corea y Tailandia.